# Aphnaeus nyassae
Aphnaeus nyassae är en fjärilsart som beskrevs av Butler 1884. Aphnaeus nyassae ingår i släktet Aphnaeus och familjen juvelvingar. Inga underarter finns listade i Catalogue of Life.